# Francisco de Moncada y Cardona
Francisco de Moncada y Cardona, marchese di Aitona (in catalano Francesc de Montcada i de Cardona; Mequinenza, 9 ottobre 1532 – Valencia, 12 novembre 1594), è stato un nobile, politico e militare spagnolo.

## Biografia
Nacque a Mequinenza il 9 ottobre 1532, da Juan, I conte di Aitona, e dalla di lui seconda consorte Ana de Cardona y Manrique dei duchi di Cardona, di cui fu figlio primogenito. Sposò Lucrecia Gralla y Hostalric, signora di Subirat e di Esponella, figlia di Francisco, con la quale generò una robusta discendenza di diciassette figli.
Divenuto Conte di Aitona alla morte del padre avvenuta nel 1560, nonché titolare degli altri suoi titoli e feudi, nel 1572 acquistò le viscontee di Cabrera e di Bas. Con privilegio datogli dal re Filippo II di Spagna il 1º ottobre 1581, il titolo di conte gli fu commutato in quello di marchese.
Gran siniscalco di Catalogna, fu viceré di Catalogna (1580-1581), viceré di Valencia (1580-1594), governatore delle Fiandre e Grande di Spagna.
Morì a Valencia il 12 novembre 1594.